# Neonovi
Neonovi – polski zespół rockowy założony w 1999 r. w Rzeszowie.

## Historia
Zespół powstał w 1999 roku w Rzeszowie z inicjatywy wokalisty i gitarzysty Tomasza Rzeszutka. W 2001 roku grupa zarejestrowała swoją pierwszą płytę demo. na której znalazły się utwory inspirowane m.in. klimatami rocka lat 70., new wave i grunge. W latach 2002–2005 grupa skupiła się głównie na graniu koncertów i przygotowaniu nowego materiału. W tym czasie nastąpiły też zmiany w składzie Neonovi. W maju 2007 r. ukazał się pierwszy singel „Dom bez klamek” zapowiadający debiutancką płytę Neonovi. Piosenka ta cieszyła się dużym powodzeniem w stacjach radiowych (m.in. Program III PR), a zespół zakwalifikował się z nią do finału konkursu Polskiego Radia „Przebojem na antenę”. W październiku 2007 r. ukazał się kolejny singel „Na krawędzi”.
Na przełomie 2007/2008 r. zespół zagrał klubowa trasę koncertową, otrzymał też nagrodę „Brązowego Scenika” przyznawaną przez dziennikarzy gazety „Nowiny” dla wyróżniających się zespołów z Podkarpacia. W lutym 2008 roku do sklepów trafiła debiutancka płyta Neonovi – Neonovi (wyd. Sonic Alternative Nation Group). Neonovi, jako jeden z najlepszych rzeszowskich zespołów grali koncerty u boku takich wykonawców jak Hey, Perfect, Farben Lehre, Feel, Czerwone Gitary, Budka Suflera, Dżem, Happysad.
W 2009 roku grupa została zaproszona m.in. do wzięcia udziału w koncercie „PUNKY REGGAE LIVE” i trzeciej edycji „BREAKOUT FESTIWAL”. Zespół wystąpił także przed legendą hard rocka, grupą Nazareth. W lipcu 2010 roku zespół zdobył główną nagrodę na festiwalu „Pod Prąd”. W 2012 roku ukazała się druga płyta Neonovi Lista rzeczy zakazanych. Na początku 2013 roku zespół został zwycięzcą plebiscytu Radia Rzeszów „WERBEL 2012” – podkarpacka płyta roku 2012. 

## Skład
- Tomasz Rzeszutek – śpiew, gitara
- Grzegorz Długosz – gitara basowa
- Marcin Goś – gitara
- Dominik Dąbrowski – perkusja

## Dyskografia
- Neonovi (2008, Sonic Alternative Nation Group)
- Lista rzeczy zakazanych (2012, Nutka Records)